# Harold Tejada
Harold Alfonso Tejada Canacue (* 27. April 1997 in Pitalito) ist ein kolumbianischer Radrennfahrer.

## Sportliche Laufbahn
Harold Teraja stammt aus der Gemeinde Pitalito, dessen Bürgermeisterin seine Mutter ist. Obwohl die Familie keine Radsporttradition hatte, förderte die Mutter das Fahrradfahren im Ort. Als Jugendlicher verließ Tejada seinen Heimatort und zog nach Antioquia, weil er dort im Verein El Carmen de Viboral bessere Möglichkeiten erhielt, Profiradrennfahrer zu werden. Im Verein stieß er auf eine große gleichaltrige Konkurrenz. Der Trainer erkannte sein besonderes Talent. 2015 startete Teraja bei den Panamerikameisterschaften auf der Bahn und errang Gold in der Mannschaftsverfolgung sowie Silber im Omnium.
Von 2017 bis 2018 hatte Teraja einen Vertrag bei EPM. 2019 ging er zum Team Medellín, wo er unter anderem mit Óscar Sevilla zusammen fuhr, der ihn unterstützte. In diesem Jahr wurde er zweifacher nationaler U23-Meister. Zudem entschied er eine Etappe der Tour de l’Avenir und die Nachwuchswertung der Vuelta a la Independencia Nacional für sich.
2020 wechselte Tejada zum UCI WorldTeam Astana und bestritt mit der Tour de France 2020 seine erste Grand Tour, die er auf dem 45. Platz der Gesamtwertung beendete. In den beiden nachfolgenden Jahren bestritt er zweimal den Giro d’Italia und einmal die Vuelta a España, ehe er im Jahr 2023 nach dem zehnten Gesamtrang bei der Tour de Suisse zur Tour de France zurückkehrte. Zu Beginn der Saison 2024 gewann er eine Etappe der Tour Colombia.

## Erfolge

### Straße
2019
- Kolumbianischer U23-Meister – Straßenrennen, Einzelzeitfahren
- eine Etappe Tour de l’Avenir
- Nachwuchswertung Vuelta a la Independencia Nacional

2024
- eine Etappe Tour Colombia

### Bahn
2015
- Junioren-Panamerikameister – Mannschaftsverfolgung (mit Wilmar Molina, Javier Ignacio Montoya und Julian Cardona Tabares)
- Junioren-Panamerikameisterschaft – Omnium

## Grand-Tour Platzierungen
| Grand Tour            | 2020 | 2021 | 2022 | 2023 | 2024 | 2026 |
| --------------------- | ---- | ---- | ---- | ---- | ---- | ---- |
| Giro d’ItaliaGiro     | –    | 36   | 56   | –    | –    | –    |
| Tour de FranceTour    | 45   | –    | –    | 34   | 74   | 44   |
| Vuelta a EspañaVuelta | –    | –    | 65   | –    | 40   |      |